# Posener Morgenzeitung
Posener Morgenzeitung (pol. Poznański Dziennik Poranny) – poznański dziennik niemieckojęzyczny wychodzący w latach 1887–1903.
Pierwszy numer wyszedł w 1887 (w pierwszym roku nakład wynosił 20.000 egzemplarzy). Pismo drukowano codziennie oprócz sobót i niedziel. Teksty były redagowane w sposób przystępny, cena także nie była wygórowana. Celem redakcji było dotarcie do jak najszerszych mas czytelniczych, co udało się osiągnąć. Gazeta miała charakter informacyjny, pisała o polityce, regionaliach, historii lokalnej, a jednocześnie proponowała artykuły lżejsze i rozrywkowe. Spośród prasy poznańskiej posiadała najwięcej dodatków bezpłatnych, np. Frohe Stunden, Gute Geister, Der Zeitspiegel, Mode und Heim, Posener Gerichts-Laube i Humoristisches Wochenblatt. W 1889 miała 2000 prenumeratorów. W 1900 dodano podtytuł Generalanzeiger für die Provinz Posen. 
Pismo było drukowane w drukarni E. Schmaedicke, a redaktorem naczelnym był Karl Schneidt, prozaik, felietonista i dramatopisarz. O ile początkowo gazeta starała się być ponadpartyjna i dystansowała się od spraw narodowościowych, o tyle, w miarę upływu czasu, zaczęła wspierać interesy niemieckie. 